# Slag om het Polygonebos

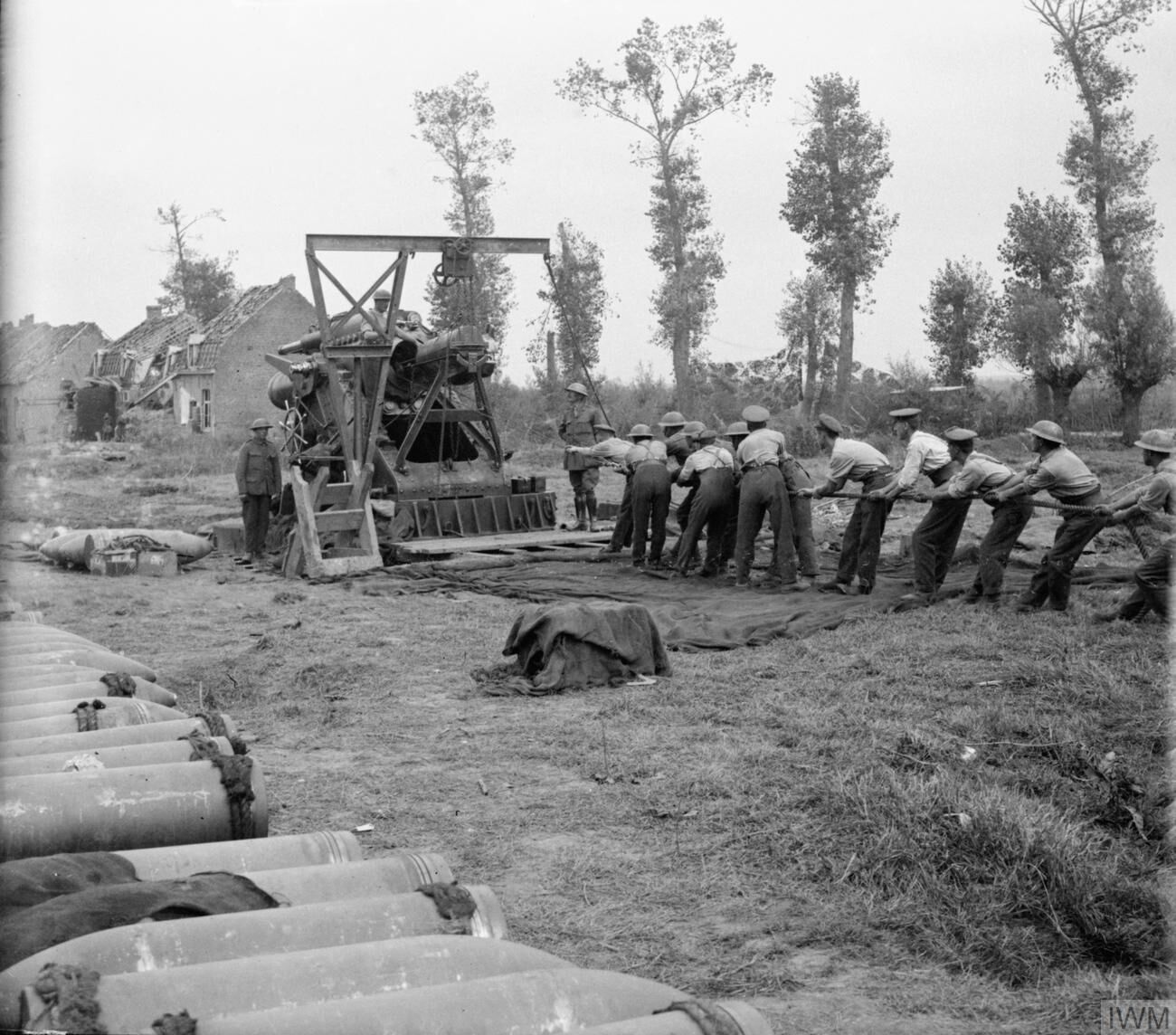
Slag om het Polygonebos

De Slag om het Polygoonbos was een veldslag tijdens de Eerste Wereldoorlog bij Zonnebeke in België die plaatsvond op 26 september tot 27 september 1917.

## Situatie
Eind september 1917, toen de Derde Slag om Ieper al bijna twee maanden aan de gang was, werd de 5de Australische divisie met de taak belast om het Polygoonbos van de vijand te zuiveren, als deel van de geallieerde opmars in de richting van het plateau van Geluveld. Samen met vier andere divisies over een front van vijf mijl, rukten de Australiërs op 26 september 1917 om 05:50u op, gesteund en beschermd door een machtig bombardement. Eén voor één schakelden ze de bunkers en de versterkte punten uit, veroverden ze de Butte en kregen ze het bos stevig in hun greep.
Kapitein Alexander Ellis gaf een levendige beschrijving van het schouwspel:
“Onze artillerie begon met één enkele fantastische klap en duizenden granaten floten door de lucht en barstten in een lange rechte streep vol vlammen en vernieling ongeveer 180 meter verder voor de wachtende infanterie neer … de 4.000 mannen van de zes aanvallende bataljons sprintten vooruit. Ergens achter de lijn van vernieling lagen hun slachtoffers bibberend in hun pillendozen, versteld van het plotselinge geweld, verdwaasd door het gedreun van de granaten …daarna kroop [het spervuur] heel langzaam vooruit … Een lange rij verkenners maakte zich los van de dichte massa mannen en volgde achter het oprukkende scherm van granaten … Duizenden kogels uit machinegeweren vlogen [boven hun hoofd] door de lucht en floten schril op hun doel af terwijl vele Vickers machinegeweren door de wrange morgenlucht ratelden. Dit waren slechts de tingelende noten van windinstrumenten in het helse orkest dat voor hen speelde, want het oorverdovende gedreun van de snelvurende 18-ponders, het hesere gebulder van de grote aantallen kanonnen achter hen en de ontzettende klappen van granaten en zware explosieven in het spervuur voor hen, werden nu opgenomen in het vreselijke ritmische geraas van het perfecte spervuur van trommelvuur. Zo werd op 26 september 1917 om 5u50 de Divisie in de Slag om Polygon Wood gelanceerd.”

## Resultaat

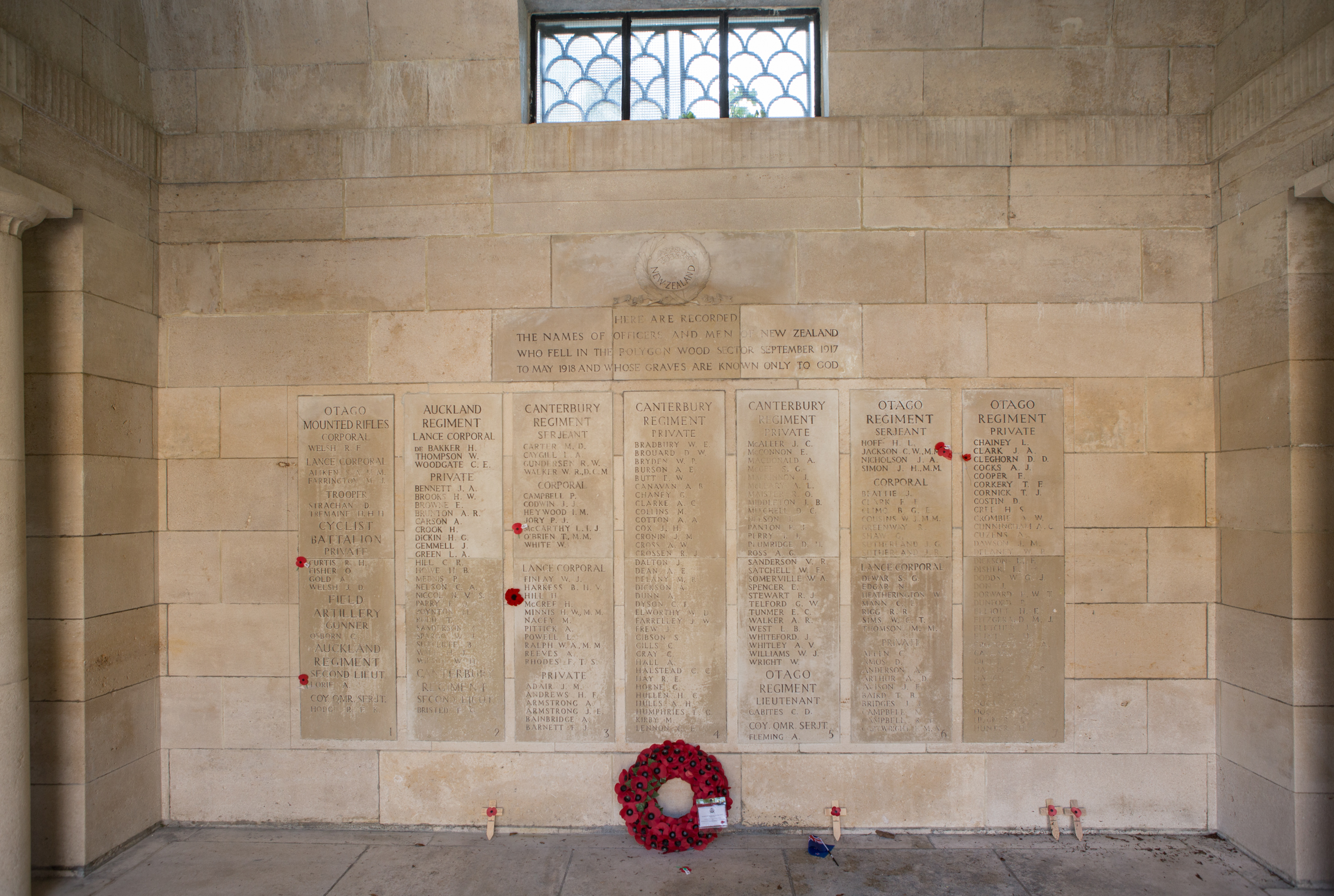
gedenkteken

Ondanks hun zware verliezen, was de Slag om het Polygonebos de belangrijkste en de meest beslissende overwinning van de 5de Australische divisie op het Westelijke Front. Na de oorlog werd de Butte als een geschikte plaats gekozen om een gedenkteken ter ere van de divisie op te richten. Ontworpen door majoor-generaal J.J. Talbot Hobbs, een vooroorlogse architect die tijdens de veldslag het bevel over de 5e divisie voerde, is dit monument een van de vijf gedenktekens die het offer van de divisies van de Australian Imperial Force op het Westelijke Front herdenken. De andere vier gedenktekens liggen in Frankrijk.